# Пойменные озера Ростовской области
Пойменные озёра — шесть участков в левобережной пойме Дона, входящих в особо охраняемую природную территорию Ростовской области России.
Пойменные озёра образуются преимущественно при миграции русел рек в пределах пойм. Они отличаются различной формой и носят различные названия. Так, к старицам обычно относят озёра, вытянутые вдоль по течению, с песчаным дном; к ерикам — извилистые, мелкие, неширокие протоки, обычно с илистым дном; к музгам — отмирающие пойменные озёра; к лопатинам — котловины, открытые со стороны пойменного берега, часто солончаковые, с илистым дном; к лиманам — достаточно мелкие водоёмы.
К наиболее крупным пойменным озёрам следует отнести Чернецкое, Чёрное, Бакалда, Северник, Рубежное, Запертое, Караульное, Песчаное, Койсугское, Лебяжье, Хомутец, Монастырское, Круглое.
Отличительная особенность пойменных озёр — высокий уровень фотосинтеза, большая биологическая продуктивность. Одни озёра долголетнего постоянного существования (около 275 лет), другие — пересыхают летом. В настоящее время некоторые озёра стали составной частью водоёмов по искусственному разведению промысловых рыб.
Озёра Верхнедонского и Шолоховского районов играют ландшафтообразующую роль и имеют мемориальное значение как объекты особой привязанности великого писателя М. А. Шолохова.